# Todd Haimes Theatre
Il Todd Haimes Theatre, precedentemente noto come American Airlines Theatre e Selwyn Theatre, è un teatro di Broadway sito nel quartiere di Midtown Manhattan a New York.

## Storia
Il teatro, progettato da George Keister, fu commissionato dai fratelli Edgar ed Archie Selwyin, da cui prese il nome. Il Selwyn Theatre aprì al pubblico il 2 ottobre 1918 e originariamente conteneva fino a 1180 spettatori. Il teatro si affermò grazie ai suoi allestimenti di musical e opere drammatiche, ma fu costretto a cessare l'attività teatrale nel 1930, quando fu convertito in un cinema.
Il teatro tornò alla sua funzione originale solo negli anni sessanta e da allora ha ospitato produzioni di successo, tra cui drammi Tradimenti (2000), Pigmalione (2006), Hedda Gabler (2009), Picnic (2014) e Lungo viaggio verso la notte (2016), oltre ai musical Violet (2014) e On the Twentieth Century (2015). Nel 2000 il teatro fu ribattezzato con il nome del suo sponsor principale, l'American Airlines.
Nel corso degli anni le scene del teatro sono state calcate da star internazionale del teatro, del cinema e della televisione, tra cui Laura Linney, Liev Schreiber, Janet McTeer, Victor Garber, Kristin Chenoweth, Mary-Louise Parker, Rosemary Harris, Kevin Kline, Sebastian Stan, Ewan McGregor, Jessica Lange, Cynthia Nixon, John Lithgow, Tom Hollander, Ethan Hawke, Blair Underwood e Marisa Tomei.
Nel 2024 il teatro è stato rinominato Todd Haimes Theatre in onore del direttore artistico scomparso l'anno prima.